# Racheal Kundananji
Racheal Kundananji (nascuda el 3 de juny de 2000) és una futbolista professional de Zàmbia que juga com a davantera al club de la National Women's Soccer League Bay FC i a la selecció nacional femenina de Zàmbia.

## Carrera del club

### Indeni Roses, 2018
Kundananji va jugar a l'Indeni Roses a la Copperbelt Women League de Zàmbia. Va marcar 21 gols en els 18 partits que van jugar ajudar l'equip a guanyar el campionat de lliga.

### BIIK Kazygurt, 2019–2021
El 2019, als 18 anys, Kundananji va signar el seu primer contracte professional a l'estranger amb BIIK Kazygurt de Kazakhstan i va ajudar l'equip a guanyar dos campionats de lliga consecutius el 2019 i el 2020.

### Eibar, 2022
Kundananji va fitxar per l'SD Eibar a la primera lliga espanyola Premiera Iberdrola per a la temporada 2021-22. A l'abril, va marcar el seu primer doblet a la lliga en una derrota per 3-2 davant el Granadilla Tenerife. Kundananji va marcar 8 gols en 21 partits amb el club.

### Madrid CFF, 2022–2024
L'agost de 2022, Kundananji va signar pel Madrid CFF. Al novembre, va marcar un doblet davant la Reial Societat. Kundananji va ser nomenada Jugadora del Mes del Madrid l'abril de 2023 després d'haver marcat un hat-trick contra l'Alhama CF, un gol contra el València CF i un doblet en l'enfrontament per 2-1 contra el campió, el FC Barcelona, en la única derrota del Barça en lliga en dos anys. El maig de 2023, va anotar un doblet contra el Deportivo Alavés Gloriosas per aixecar el Madrid a una victòria per 5-1. Kundananji va marcar 25 gols durant la temporada, ocupant el segon lloc de la lliga només per darrere d'Alba Redondo amb 27. El Madrid va acabar la temporada en cinquè lloc.

### Bay FC, 2024–
El 13 de febrer de 2024, es va anunciar que Kundananji havia signat amb Bay FC amb un traspàs rècord pel futbol femení entre 700.000 i 800.000 €. L'acord dura fins al 2027, amb l'opció de prorrogar un any més.

## Carrera internacional

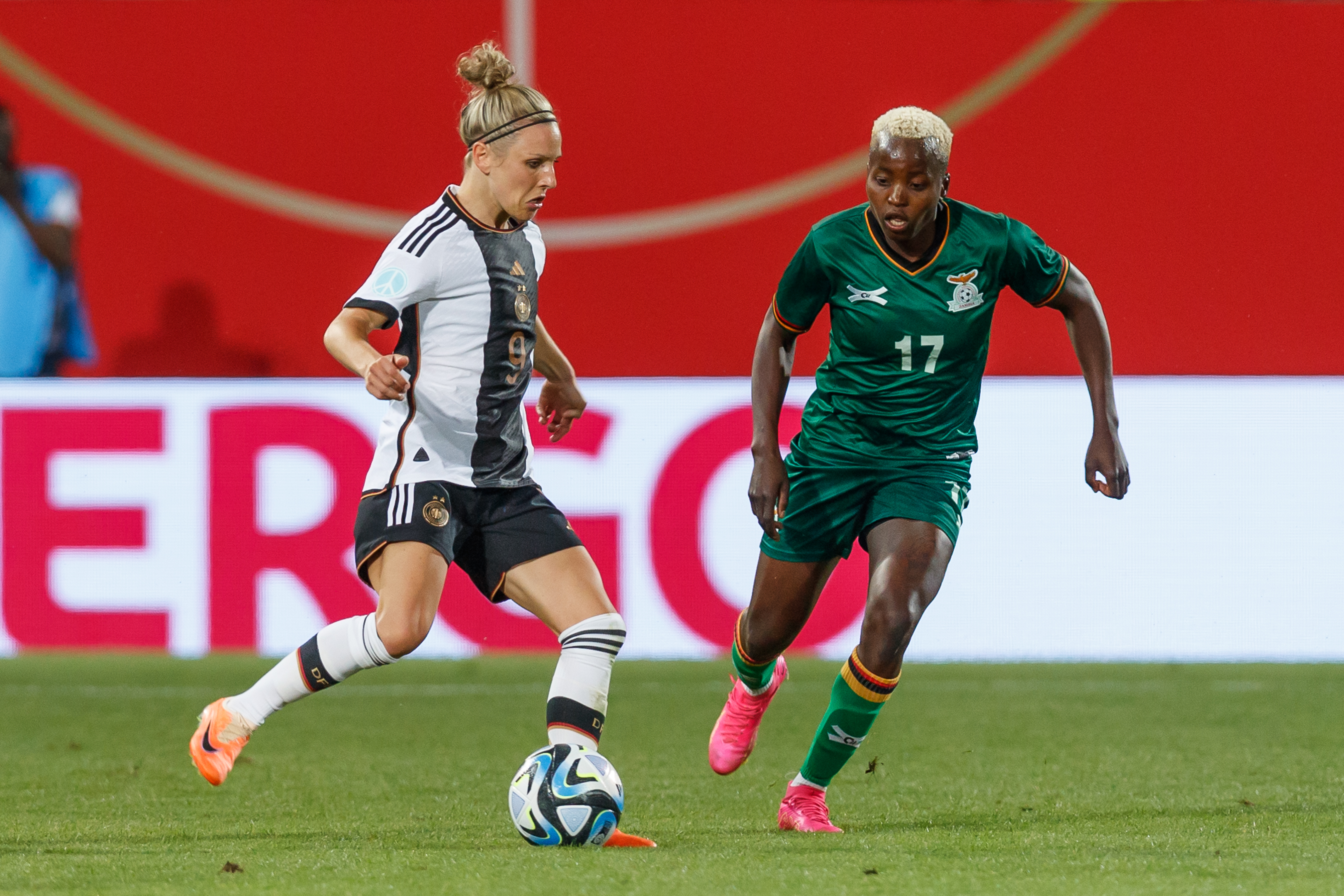
Kundananji a la Copa Mundial Femenina de 2023 davant Alemanya.

Kundananji va representar Zàmbia a la Copa de Nacions Femenina d'Àfrica 2018, el torneig de classificació per a la Copa del Món de 2019. Va marcar tres gols al torneig, inclòs un doblet contra Guinea Equatorial.
El 2020, Kundananji va competir al Torneig de classificació olímpica femenina de la CAF i va ajudar l'equip a aconseguir el seu primer lloc als Jocs Olímpics de 2020 al Japó després de guanyar el torneig. Nomenada a la llista de Zàmbia per als Jocs Olímpics (retardat fins al 2021 a causa de la pandèmia de COVID-19), Kundananji va marcar un gol i va donar una assistència al tercer gol de Zàmbia contra la Xina en un emocionant empat 4–4. Tot i que l'equip no va avançar més enllà de la fase de grups durant el seu primer torneig olímpic, el president de Zambia, Edgar Lungu, va dir que estava orgullós de l'equip: «Una paraula que descriu la seva actuació d'avui [dimarts] és resiliència. Malgrat la targeta vermella i una greu lesió. Per a la nostra portera, les noies es van mantenir resistents davant un rival fort. Sou la quintaessència del treball dur, que és l'autèntic esperit de Zàmbia».
El 6 de juliol de 2022, Kundananji i tres companyes d'equip, inclosa la davantera Barbra Banda, van ser considerats inelegibles per competir per Zàmbia al torneig de classificació per a la Copa del Món, la Copa d'Àfrica de Nacions, després que una prova de verificació de gènere va trobar que els seus nivells naturals de testosterona eren superiors als permesos per la Confederació Africana de Futbol, que tenia regles de verificació de gènere més estrictes que els Jocs Olímpics. La sentència va provocar una important controvèrsia, i Human Rights Watch la va descriure com una "clara violació" dels drets humans.
L'1 de juliol de 2023, Kundananji va marcar un gol i va donar una assistència en l'empat 3-3 de Zàmbia contra Suïssa número 20 de la FIFA. Dos dies després va ser nomenada a la selecció de Zàmbia per a la Copa Mundial Femenina de 2023 a Nova Zelanda i Austràlia. Uns dies després, va marcar un gol contra Alemanya en una victòria per 3-2 contra les doble campiones del Món.